# Serapias pulae
Serapias pulae är en orkidéart som beskrevs av Perko. Serapias pulae ingår i släktet Serapias och familjen orkidéer. Inga underarter finns listade i Catalogue of Life.